# Manaf Younis
Manaf Younis, pseudonimo di Manaf Younus Hashim Al-Tekreeti (in arabo مَنَاف يُونُس هَاشِم التِّكرِيْتِيّ‎?; Tikrit, 16 novembre 1996), è un calciatore iracheno, difensore dell'Al-Shorta e della nazionale irachena.

## Carriera

### Nazionale
Nel novembre 2021 viene convocato dall'Iraq per la Coppa araba FIFA 2021. In occasione del primo match della competizione contro l'Oman, Younis fa il suo debutto da titolare. Il 19 gennaio 2023 segna il suo primo gol con la nazionale irachena nella finale di Coppa delle nazioni del Golfo 2023 contro l'Oman, portando il risultato sul 3-2 finale e consentendo alla sua nazionale di vincere la competizione per la prima volta dal 1988.

## Statistiche

### Cronologia presenze e reti in nazionale
| Cronologia completa delle presenze e delle reti in nazionale ― Iraq | Cronologia completa delle presenze e delle reti in nazionale ― Iraq | Cronologia completa delle presenze e delle reti in nazionale ― Iraq | Cronologia completa delle presenze e delle reti in nazionale ― Iraq | Cronologia completa delle presenze e delle reti in nazionale ― Iraq | Cronologia completa delle presenze e delle reti in nazionale ― Iraq | Cronologia completa delle presenze e delle reti in nazionale ― Iraq | Cronologia completa delle presenze e delle reti in nazionale ― Iraq |
| Data                                                                | Città                                                               | In casa                                                             | Risultato                                                           | Ospiti                                                              | Competizione                                                        | Reti                                                                | Note                                                                |
| ------------------------------------------------------------------- | ------------------------------------------------------------------- | ------------------------------------------------------------------- | ------------------------------------------------------------------- | ------------------------------------------------------------------- | ------------------------------------------------------------------- | ------------------------------------------------------------------- | ------------------------------------------------------------------- |
| 30-11-2021                                                          | Al Wakrah                                                           | Iraq                                                                | 1 – 1                                                               | Oman                                                                | Coppa araba FIFA 2021 - 1º turno                                    | -                                                                   | 69’                                                                 |
| 3-12-2021                                                           | Doha                                                                | Bahrein                                                             | 0 – 0                                                               | Iraq                                                                | Coppa araba FIFA 2021 - 1º turno                                    | -                                                                   |                                                                     |
| 6-12-2021                                                           | Al Khor                                                             | Qatar                                                               | 3 – 0                                                               | Iraq                                                                | Coppa araba FIFA 2021 - 1º turno                                    | -                                                                   |                                                                     |
| 21-1-2022                                                           | Baghdad                                                             | Iraq                                                                | 1 – 0                                                               | Uganda                                                              | Amichevole                                                          | -                                                                   | 64’                                                                 |
| 1-2-2022                                                            | Beirut                                                              | Libano                                                              | 1 – 1                                                               | Iraq                                                                | Qual. Mondiali 2022                                                 | -                                                                   | 86’                                                                 |
| 24-3-2022                                                           | Riyad                                                               | Iraq                                                                | 1 – 0                                                               | Emirati Arabi Uniti                                                 | Qual. Mondiali 2022                                                 | -                                                                   | 79’                                                                 |
| 29-3-2022                                                           | Damasco                                                             | Siria                                                               | 1 – 1                                                               | Iraq                                                                | Qual. Mondiali 2022                                                 | -                                                                   | 53’                                                                 |
| 23-9-2022                                                           | Amman                                                               | Iraq                                                                | 1 – 1                                                               | Oman                                                                | Amichevole                                                          | -                                                                   | 45+1’                                                               |
| 26-9-2023                                                           | Amman                                                               | Siria                                                               | 0 – 1                                                               | Iraq                                                                | Amichevole                                                          | -                                                                   | 45’                                                                 |
| 9-11-2022                                                           | Girona                                                              | Messico                                                             | 4 – 0                                                               | Iraq                                                                | Amichevole                                                          | -                                                                   |                                                                     |
| 12-11-2022                                                          | Madrid                                                              | Ecuador                                                             | 0 – 0                                                               | Iraq                                                                | Amichevole                                                          | -                                                                   | 81’                                                                 |
| 30-12-2022                                                          | Bassora                                                             | Iraq                                                                | 1 – 0                                                               | Kuwait                                                              | Amichevole                                                          | -                                                                   |                                                                     |
| 9-1-2023                                                            | Bassora                                                             | Arabia Saudita                                                      | 0 – 2                                                               | Iraq                                                                | Coppa delle nazioni del Golfo 2023 - 1º turno                       | -                                                                   | 90+1’                                                               |
| 16-1-2023                                                           | Bassora                                                             | Iraq                                                                | 2 – 1                                                               | Qatar                                                               | Coppa delle nazioni del Golfo 2023 - Semifinale                     | -                                                                   | 81’                                                                 |
| 19-1-2023                                                           | Bassora                                                             | Iraq                                                                | 3 – 2 dts                                                           | Oman                                                                | Coppa delle nazioni del Golfo 2023 - Finale                         | 1                                                                   | 90+2’ 106’                                                          |
| Totale                                                              |                                                                     | Presenze                                                            | 15                                                                  |                                                                     | Reti                                                                | 1                                                                   |                                                                     |